# Vattenpolo vid panamerikanska spelen 2023
Vattenpolo vid panamerikanska spelen 2023 avgjordes i Santiago de Chile under perioden 30 oktober–4 november 2023.

## Medaljörer
| Gren                            | Guld | Silver | Brons |
| Herrarnas turnering Detaljer... | USA Adrian Weinberg Johnny Hooper Quinn Woodhead Alex Obert Hannes Daube Luca Cupido Ben Hallock Dylan Woodhead Alex Bowen Chase Dodd Ryder Dodd Max Irving Drew Holland                    | BRA Guilherme Barella Logan Cabral Alípio Nardaci Gustavo Coutinho Roberto Freitas Bruno Chiappini Rafael Real Pedro Real Marcos Vinicius Pires Gabriel Sojo da Silva Gustavo Guimarães Luis Silva Alexandre Mendes | ARG Diego Malnero Ramiro Veich Tomás Galimberti Tomás Tilatti Nahuel Leona Tomás Echenique Iván Carabantes Eduardo Bonomo Carlos Camnasio Esteban Corsi Guido Poggi Teo Soler Octavio Salas                          |
| Damernas turnering Detaljer...  | USA Ashleigh Johnson Emily Ausmus Tara Prentice Rachel Fattal Jenna Flynn Maggie Steffens Jordan Rainey Ryann Neushul Jewel Roemer Kaleigh Gilchrist Ava Johnson Bayley Weber Amanda Longan | CAN Jessica Gaudreault Rae Lekness Axelle Crevier Emma Wright Daphné Guèvremont Blaire McDowell Verica Bakoc Élyse Lemay-Lavoie Hayley McKelvey Serena Browne Kindred Paul Floranne Carroll Clara Vulpisi           | BRA Thatiana Pregolini Stefany Azevedo Letícia Silva Kemily Leão Ana Júlia Amaral Jeniffer Cavalcante Samantha Ferreira Karen da Silva Letícia Belorio Rebecca Moreira Luana de Souza Eduarda Estevão Isabela Mendes |

### Fotnoter
1. ↑  ”Polo acuático” (på spanska). Libro de resultados. Santiago 2023 Juegos Panamericanos. Arkiverad från originalet den 27 december 2023. https://web.archive.org/web/20231227172917/https://wrs-panam2023-resources.s3.us-west-2.amazonaws.com/santiago/reports/WPO-------------------------------.RBK_1_0.pdf. Läst 26 augusti 2024.